# Xavier Carbonell i Castell
Xavier Carbonell i Castell (Barcelona, 24 d’octubre de 1952 – Palma, 10 d’octubre de 2022) fou un compositor, intèrpret i musicòleg català.

## Biografia
Va iniciar la seva formació en el Conservatori Superior de Música de Barcelona on estudià piano amb Pere Vallribera, violí, música de cambra amb Maria Canela, composició i musicologia amb Josep Maria Llorens. Va dur a terme diferents seminaris i cursos amb altres compositors com Joan Guinjoan, Luigi Nono i Corium Aharonian entre d'altres per ampliar la seva formació.
Els estudis que realitzà amb T. Roberts i G. Talsman el van ajudar a endinsar-se en el camp de la música antiga, on es va convertir en intèrpret d’instruments de tecla històrics.
També va participar en diferents grups de càmera i orquestres com la Camerata de Barcelona i el grup Diapente Musicas que va fundar juntament amb el flautista Claudi Arimany.
Al 1982 inicià la seva carrera de concertista quan es traslladà a Mallorca on va dur a terme molts concerts com a solista i en conjunts de cambra com la Camerata Instrumental de la Universitat de les Illes Balears o la Camerata Vocale.
Exercí com a pedagog a l’Escola de Pedagogia Musical de Ciutat i realitzà un Taller de Composició, a Palma. Anualment realitzà també una tasca de direcció dels Encontres de Joves Estudiant de Música de Sóller.
També ha realitzat diferents conferències i seminaris sobre la investigació musicològica i la música del s. XX com el de “Anàlisis i introducció als llenguatges musicals del segle XX”.
Al 1996 va ser nomenat membre fundador del Institut Pau Villalonga de Musicologia, on va col·laborà i treballà en la creació d’un corpus d’iconografia musical balear, en la confecció de catàlegs i inventaris dels fons musical d’arxius mallorquins i d’instruments històrics.
També fou escollit president de l’Associació de Compositors de les Illes Balears al 1987.
Les seves composicions es van donar a conéixer a la II Setmana Internacional de Música Contemporània de Barcelona i en el X Trobament de Compositors del 1989.
D'entre les seves composicions trobem obres vocals, instrumentals i electroacústiques. Incorporà moltes de les seves peces en el repertori de solistes com Eun Soo Son, Josep R. Hernández i Xavier Prohens, entre d'altres, i en formacions com el Percussion-Art, el Quartet de Corda de Varsòvia o l'Orquestra Simfònica de Balears Ciutat de Palma.

## Obres
- 7 Homenatges (1977)
- Colomers (1983)
- Thopos (1990)
- El munt d'ulleres (1995)
- Avern (1999)